# クーゲル

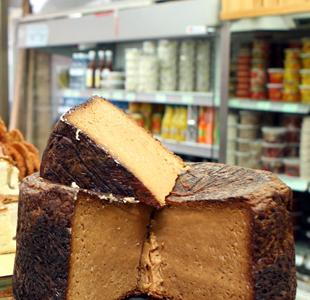
クーゲル

クーゲル (イディッシュ語: קוגל、kugel、kugelach) は、ユダヤ人の伝統的なデザートあるいは副菜のこと。イディッシュ語で球を意味するが、よくプディングやキャセロールと訳されることがある。
初期のクーゲルはパンと小麦粉で作られていたため、甘いというよりはむしろあっさりで、塩味がついていた。およそ800年前、ドイツのコックがパンの代わりに麺やファルフェルを用いたことにより、味がよくなり、人気が高まった。やがて鶏卵も入れられるようになった。コッテージチーズと牛乳を加えたことが、現在の製法に共通するカスタードのような味の濃さを生み出している。
17世紀には砂糖がもたらされ、家庭料理でクーゲルに用いられるようになった。ポーランドでは、ユダヤ人女性が調理法としてレーズンやシナモンをふりかけるようになった。ハンガリー人は、これを多量の砂糖と少量のサワークリームとした。
甘いものに比べ有名ではなかったものの、塩味のクーゲルも存在していた。初期の麺を用いたものはタマネギと塩を含み、常温でもおいしく食べられる。数百年後にはコックの新しい思考により、麺の代わりにジャガイモ、マッツォ、ニンジン、ズッキーニ、ホウレンソウ、あるいはチーズを入れたものが生み出された。
今日では多くの人が、キャセロールにコーンフレークやグラハム・クラッカーを砕いたもの、ジンジャークッキーを砕いたものやカラメルをかける。一部の料理人はさらに、スライスされたパインアップルやあんずのジャムを飾ることもある。